# Sebastião Laranjeiras
Sebastião Laranjeiras è un comune del Brasile nello Stato di Bahia, parte della mesoregione del Centro-Sul Baiano e della microregione di Guanambi.

## Storia
Sebastião Laranjeiras, ha avuto la sua origine nella metà del diciannovesimo secolo, in un campo in nome della Boqueirão Palmeiras, appartenente alla città di Palmas de Monte Alto. Fondata dalla famiglia Parreiras, ha vissuto diversi anni con lo stesso nome e la categoria. Nel corso del 1939 è stato elevato alla categoria di Villa, con la designazione della Città Parreiras. Nel corso del 1944, divenne il nome di "Camera di Città" con l'emancipazione politica. Dopo 19 anni è stato presentato lo Stato di Assemblea legislativa un progetto di legge che propone la creazione del comune di Sebastião Laranjeiras, adottando il nome della regione del figlio più illustre, il vescovo di Porto Alegre D. Sebastião Dias Laranjeira. Questo progetto è stato proposto dal signor Nicola M. Suerdieck con il sostegno di una serie di altri membri. A tal fine è stata una zona di rotture del 1854 chilometri quadrati della città di Palmas de Monte Alto. La presente proposta per la piena emancipazione ha avuto il sostegno dei leader politici del Consiglio comunale e il Sindaco di Palmas de Monte Alto, ed è stato coperto con un successo il 30 luglio 1962. Il Governatore dello Stato sancita dalla Legge n. 1772, il 30 luglio 1962, pubblicato nella Gazzetta Ufficiale del 31 luglio 1962, la creazione del comune di Sebastião Laranjeiras.